# شريف ساديكو
شريف ساديكو (بالألبانية: Sherif Sadiku‏) هو لاعب كرة قدم ألباني في مركز الهجوم، ولد في 15 ديسمبر 1998 في مقاطعة إيلبصان في ألبانيا. لعب مع KF Shkumbini Peqin ‏.

## وصلات خارجية
- شريف ساديكو على موقع Soccerway.com (الإنجليزية)